# Musée d'art contemporain De Pont
Le musée d'art contemporain De Pont est un musée situé à Tilbourg, aux Pays-Bas. Ouvert en septembre 1992, il a été créé et il est géré par la fondation De Pont, qui résulte d'un legs de Jan De Pont (1917-1987), juriste et homme d'affaires néerlandais.

Le hall d'exposition.

Le musée est installé dans une ancienne filature de laine construite en 1939 et réaménagée par le cabinet d'architecte Benthem Crouwel (en).
La collection n'existait pas au moment de la création de la fondation. Elle a été constituée à partir de ce moment-là à partir d'acquisitions, selon une politique qui a été conduite par Hendrik Driessen, directeur du musée de l'origine jusqu'à son départ à la retraite en 2019. « La politique de De Pont vise à constituer une collection réunissant des groupes d'œuvres caractéristiques d'un nombre limité d'artistes contemporains et à présenter durablement la collection ainsi que des expositions temporaires. » Cette politique est ouverte à toutes les formes d'arts plastiques et ne veut pas se concentrer sur une tendance, une école ou une génération d'artistes, mais suivre un certain nombre d'artistes vivants formant « un échantillon assez représentatif des diverses démarches que l'on peut rencontrer chez les artistes contemporains ». À l'ouverture du musée, en 1992, la collection comprenait une quarantaine d'œuvres ; elle en comportait 500 en 2008 et l'accroissement est d'environ une trentaine d'œuvres par an.
Parmi les artistes représentés, on trouve : Christian Boltanski, Tacita Dean, Berlinde De Bruyckere, Thierry De Cordier, Marlene Dumas, Anish Kapoor, Richard Long, Giuseppe Penone, Richard Serra, James Turrell, Ai Weiwei.